# Brigitte Schuchardt
Brigitte Schuchardt (* 28. Mai 1955 in Jena) ist eine ehemalige Schwimmerin, die für die Deutsche Demokratische Republik startete.

## Karriere

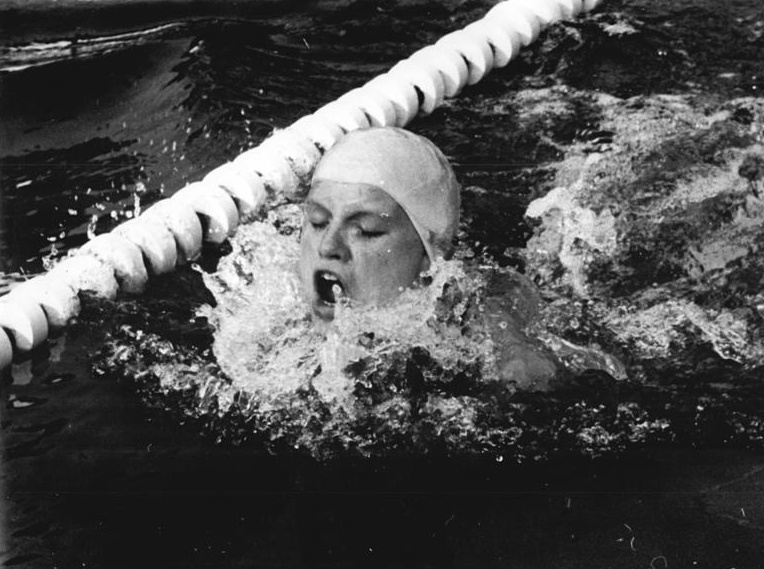
Schuchardt (1970)

Bei den Jugendeuropameisterschaften 1969 gewann die für den SC Turbine Erfurt startende Schuchardt die Goldmedaille über 200 Meter Lagen sowie zwei Bronzemedaillen über 100 und 200 Meter Brust. Bei den Europameisterschaften 1970 schwamm Schuchardt gemeinsam mit Barbara Hofmeister, Helga Lindner und Gabriele Wetzko in 4:30,1 Minuten mit der 4-mal-100-Meter-Lagenstaffel zur Goldmedaille mit Europarekord sowie über 400 Meter Lagen zur Silbermedaille. Die Olympischen Sommerspiele 1972 verliefen ohne Erfolg für die 17-jährige Schwimmerin: bei insgesamt drei Starts erreichte sie kein Finale und belegte in der Endabrechnung den 16. (200 m Lagen), 17. (100 m Brust) und 28. Platz (200 m Brust). Ihren größten internationalen Erfolg feierte Schuchardt bei den Weltmeisterschaften 1973 mit dem Gewinn der Bronzemedaille über 100 Meter Brust hinter Renate Vogel und Ljubow Russanowa.
Bei den DDR-Meisterschaften gewann Schuchardt zwischen 1968 und 1973 insgesamt 15 Medaillen: sechsmal Gold, sechsmal Silber und dreimal Bronze.